# Cooler Master
Cooler Master Co., Ltd.  (訊凱國際股份有限公司 xùn-kǎi guó-jì gǔ-fèn yǒu-xiàn gōng-sī) — виробник системних блоків, комп'ютерних вентиляторів, радіаторів, систем рідкого охолодження, блоків живлення, ноутбучних кулерів та аксесуарів для персональних комп'ютерів.
Cooler Master заснована в 1992 році і базується у передмісті Тайпею Чжунхе, Тайвань. In 1998 Cooler Master пройшов сертифікацію ISO 9001 для свого головного заводу в Тайвані і продовжує виконання принципів ISO для другого і третього заводів, розташованих у Китаї в провінції Гуандун.

## Продукти
Системні блоки
- HAF 932
- COSMOS S
- COSMOS
- CM Stacker Series
- CM 690/CM 690 NVIDIA Edition
- Elite Series
- Centurion Series
- ATCS Series

Охолодження процесора
- V8
- Hyper Z600
- CM Sphere
- Hyper 212
- Hyper TX2
- GeminII
- GeminII S

Блоки живлення
- UCP
- Silent Pro
- Real Power
- eXtreme Power Plus